# 파이 결합

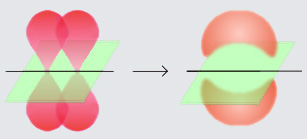
파이 결합

파이 결합(pi bonds, π bonds)은 분자 내 서로 이웃하고 있는 원자의 각각의 전자 궤도의 중첩에 의한 화학 결합이다. 시그마 결합과 달리 파이 결합은 {\displaystyle x}축이나 {\displaystyle y}축을 중심으로 놓여있어 양 원자핵을 연결한 {\displaystyle z}축 위의 전자 밀도가 {\displaystyle 0}인 결합이다. 파이 결합은 {\displaystyle p} 오비탈을 의미하는 그리스 문자 {\displaystyle \pi }로부터 명명되었다.
파이 결합은 두 원자의 {\displaystyle p} 오비탈 상호간에 전자를 공유하고 있는데 이 결합은 원자핵의 전하로부터 거리가 멀기 때문에 시그마 결합보다 결합력이 약하고, 에너지 준위가 높다.
이중 결합을 하고 있는 원자들은 1개의 시그마 결합과 1개의 파이 결합을, 삼중 결합을 하고 있는 원자들은 1개의 시그마 결합과 2개의 파이 결합을 하고 있다. 즉, {\displaystyle n}중 결합을 하고 있는 원자들은 1개의 시그마 결합과 {\displaystyle n-1}개의 파이 결합을 하고 있다고 할 수 있다.

## 같이 보기
- 공유 결합
- 시그마 결합
- 델타 결합
- 전자 배열